# Džizija
Džizija (tur. cizye; arap. ğizya, glavarina, danak), porez koji je u  plaćalo nemuslimansko stanovništvo u zemljama sa šerijatskim zakonom  umjesto vojne obveze. Muslimanski pravnici zahtijevali su od odraslih, slobodnih, zdravih muškaraca  nemuslimana plaćanje džizje,  dok su izuzeli žene, djecu, starije osobe, hendikepirane, bolesne, dementne, redovnike, pustinjake, robove, [17] i musta'mine—nemuslimanske strance  na privremenom borave u muslimanskim zemljama.
Kuran i hadisi spominju džizju bez navođenja njene stope ili iznosa, a primjena džizje je varirala u toku islamske povijesti. Međutim, znanstvenici se uglavnom slažu da su rani muslimanski vladari prilagodili neke od postojećih sustava oporezivanja i modificirali ih u skladu s islamskim vjerskim zakonom.
Povijesno gledano, porez na džizju se u islamu shvaćao kao naknada za zaštitu koju muslimanski vladar pruža nemuslimanima, za izuzeće od vojne službe za nemuslimane, za dozvolu prakticiranja nemuslimanske vjere uz određenu autonomiju zajednice u muslimanskoj državi, i kao materijalni dokaz odanosti nemuslimana toj muslimanskoj državi i njenim zakonima.
Sakupljače džizije  u Osmanskom Carstvu određivao je vezir, a zvali su se džizjedari. Zakonom iz 1855. ta vrsta poreza zamijenjena je vojnicom, ali se naplaćivala sve do Mladoturske revolucije, kada je vojna obveza proširena na sve kršćane.

## Danas
Muslimanske države više ne nameću džizju.  Unatoč tome, bilo je izvještaja o nemuslimanima u područjima pod kontrolom pakistanskih talibana i ISIS-a koji su bili prisiljeni plaćati džizju.
Godine 2009. dužnosnici u pakistanskoj regiji Peshawar tvrdili su da su pripadnici talibana prisilili pakistansku manjinsku zajednicu Sikha na plaćanje džizje nakon što su zauzeli neke od njihovih domova i oteli vođu Sikha. Islamska država Iraka i Levanta (ISIL) objavila je 2014. da namjerava izvući džizju od kršćana u gradu Raqqa u Siriji, koji kontrolira.
U lipnju je Institut za proučavanje rata izvijestio da ISIL tvrdi da je prikupio fej, tj. džizju i haradž.
Pokojni islamski učenjak Abul A'la Maududi, iz Pakistana, rekao je da džiziju treba ponovo nametnuti nemuslimanima u muslimanskoj naciji. Yusuf al-Qaradawi iz Egipta također je držao tu poziciju sredinom 1980-ih; međutim, on je kasnije preispitao svoje pravno mišljenje o ovom pitanju, rekavši: "danas, nakon što je vojna obveza postala obavezna za sve građane-muslimane i nemuslimani—nema više mjesta za bilo kakvo plaćanje, bilo po imenu džizja ili nečeg drugog." Prema Khaledu Abou El Fadlu, umjereni muslimani općenito odbacuju dhimma sistem, koji uključuje džizju, kao neprikladan u doba nacionalnih država i demokracije.